# 智能材料
智能材料 ，也称为响应材料， 是具有一种或多种特性的合成材料，这些特性可以通过外部刺激以受控方式显著改变，例如应力，温度 ，湿度， pH，电场或磁场 ，光照或化学物质。  智能材料是许多应用的基础，包括传感器和致动器 、人造肌肉 等，特别是在电活性聚合物 （EAP）应用方面有广泛的应用。  
形状记忆材料 （SMM）和形状记忆技术 （SMT）是用于描述智能材料的术语。 

## 类型
智能材料有多种类型，其中很多类型已经广泛应用于日常生活。  例如： 
- 压电材料是一类在施加应力时能产生电压的材料。  由于这种效应也会以相反的方式作用，样品上的电压将在样品内产生应力。  因此，由这些材料制成的设计合理的结构可以在施加电压时弯曲，膨胀或收缩。
- 形状记忆合金和形状记忆聚合物是通过温度变化或应力变化诱导和恢复变形的材料。  形状记忆效应由在较高温度下的马氏体相变和诱导弹性而产生。
- 光伏材料或光电子器件将光转换为电流。
- 电活性聚合物 （EAP）通过电压或电场改变其体积。
- 磁致伸缩材料在磁场的影响下表现出形状变化，并且在机械应力的影响下也表现出磁化强度的变化。
- 磁性形状记忆合金是响应于磁场的显著变化而改变其形状的材料。
- 智能无机聚合物具有可调节和响应特性。
- pH敏感性聚合物是当周围介质的pH变化时体积改变的材料。
- 温度响应性聚合物是在温度变化时发生形变的材料。
- 卤色材料是一类应用广泛的材料，这种材料的颜色会随着酸度变化而改变。卤色材料可以作为判断金属是否被腐蚀的涂料，当金属被腐蚀时，该种材料会改变颜色以指示其下金属的腐蚀。
- 显色系统会响应电，光或热的变化而改变颜色。包括在施加电压时改变其颜色或不透明度的电致变色材料（例如液晶显示器），根据其温度而改变颜色的热致变色材料和响应于光而改变颜色的光致变色材料。例如光敏太阳镜 就是一种在明亮的阳光下会变暗的光致变色材料。
- 磁流体
- 光机械材料在光照下会改变形状。
- 聚己内酯 （多晶型物）可以通过浸入热水来模塑。
- 自修复材料具有修复由于正常使用造成的损坏的内在能力，从而延长材料的寿命。
- 介电弹性体 （DE）是智能材料系统，其在外部电场的影响下会产生高达500％的较大应变。
- 磁热材料是在暴露于变化的磁场时经历可逆温度变化的化合物。
- 热电材料可用于构建热电效应装置。
- 化学响应材料可在外部化学或生物化合物的影响下改变尺寸或体积。 [5]